# بيانات مالية حكومية
البيانات المالية الحكومية هي التقارير أو البيانات المالية للعام الحالي. تعرض البيانات المالية، على عكس الموازنة، العائدات التي تم جنيها والمبالغ التي تم إنفاقها. وتتضمن البيانات المالية الحكومية عادةً بيانًا بالأنشطة (مثل بيان الدخل في القطاع الخاص)، وميزانية عمومية، وفي بعض الأحيان يشمل أيضًا نوعًا من التسوية. وتشمل هذه البيانات المالية عادةً بيانات التدفقات المالية لإيضاح مصادر العائدات وأوجه النفقات.

## نماذج من الدول والنظم القضائية

### الولايات المتحدة
في الولايات المتحدة الأمريكية، ينبغي إعداد التقارير المالية في الحكومة الفيدرالية (الوطنية) بما يتفق مع قانون كبير الموظفين الماليين. وتخضع عناصر التقارير المالية للوائح مكتب الإدارة المالية الفيدرالية. وعلى مستوى الولايات والمستوى المحلي في الولايات المتحدة الأمريكية، يضع مجلس المعايير المحاسبية الحكومية (GASB) القواعد المحاسبية والمالية. لكن حدث تغيير رئيسي في يونيو عام 1999 عندما قدم مجلس المعايير المحاسبية الحكومية (GASB) قواعد استحقاقية موحدة تلعب فيها المحاسبة المالية دورًا ثانويًا.

## الهند
يوضَع البيان المالي السنوي في الهند في البرلمان الهندي بواسطة وزير المالية يوم إقرار الميزانية العامة. يصدر البرلمان كذلك 13 إلى 15 وثيقةً أخرى إلى جانب البيان الفعلي. ويضم هذا البيان، الذي ينقسم إلى ثلاثة أجزاء، هي: التمويل الموحد، وتمويل الطوارئ، والحساب العام، العائدات والنفقات التي تتكبدها الحكومة في كل جزء من هذه الأجزاء الثلاثة.